# Copa del Rey de fútbol 1926
La Copa del Rey de Fútbol de 1926 fue la vigésimo cuarta edición del Campeonato de España de Fútbol. El triunfo final fue para el FC Barcelona, que sumó con esta victoria el séptimo título de copa y que además, por primera vez en su historia, ganaba la, en aquellos años, máxima competición nacional por segundo año consecutivo. El torneo se disputó del 28 de febrero al 16 de mayo de 1926 con la participación de los campeones y, por primera vez desde que la RFEF suprimió la inscripción libre, de los subcampeones de los torneos regionales que se habían disputado en la primera parte de la temporada 1925-26. Esta información está avalada por los clubs Real Madrid CF y FC Barcelona de España.

## Equipos clasificados
Si ya la edición del año pasado había batido el récord de participación, en 1926 este récord fue batido y llegó a 24 equipos participantes. La principal novedad fue la participación de los subcampeones regionales en el torneo. Por otra parte, ya el año anterior la Federación de Fútbol de Levante se había escindido en la Murciana y la Valenciana, pero el campeón murciano no había participado. Para este año se permitió la participación del campeón y del subcampeón murcianos.
| Torneo Regional                  | Campeón | Campeón                       | Subcampeón | Subcampeón                   |
| -------------------------------- | ------- | ----------------------------- | ---------- | ---------------------------- |
| Copa de Andalucía                |         | Sevilla Fútbol Club           |            | Real Betis Balompié          |
| Campeonato Regional de Aragón    |         | Iberia Sport Club             |            | Real Zaragoza CD             |
| Campeonato Regional de Asturias  |         | Real Sporting de Gijón        |            | Club Fortuna                 |
| Campeonato Regional de Cantabria |         | Real Racing Club de Santander |            | RS Gimnástica de Torrelavega |
| Copa de Castilla y León          |         | Cultural y Deportiva Leonesa  |            | Real Unión Deportiva         |
| Copa Cataluña                    |         | Fútbol Club Barcelona         |            | RCD Español de Barcelona     |
| Campeonato Regional Centro       |         | Real Madrid Fútbol Club       |            | Athletic Club de Madrid      |
| Campeonato de Galicia            |         | Real Club Celta de Vigo       |            | RC Deportivo de La Coruña    |
| Campeonato de Guipúzcoa          |         | Real Unión Club               |            | Real Sociedad de Fútbol      |
| Campeonato Regional de Murcia    |         | Real Murcia Fútbol Club       |            | Cartagena Fútbol Club        |
| Campeonato Regional de Valencia  |         | Valencia Fútbol Club          |            | Fútbol Club Levante          |
| Campeonato Regional de Vizcaya   |         | Athletic Club                 |            | Arenas Club de Guecho        |

## Fase de grupos
Los veinticuatro equipos participantes quedaron repartidos en ocho grupos de tres equipos. La clasificación para la siguiente fase se decidió mediante una liguilla en la que se enfrentaron los integrantes de cada grupo todos contra todos en dos ocasiones, una en campo propio y otra en campo contrario. La clasificación se estableció asignando dos puntos al equipo vencedor de cada partido y un punto para cada contendiente en caso de empate. En caso de empatar a puntos en el primer puesto del grupo, se disputó un partido de desempate en campo neutral. Al término de esta primera fase, los primeros clasificados de cada grupo accedieron a los cuartos de final.

### Grupo I
Grupo formado por equipos de Cataluña, Valencia y Aragón.
| Equipo      | Pts | PJ | PG | PE | PP | GF | GC | Dif |
| ----------- | --- | -- | -- | -- | -- | -- | -- | --- |
| RCD Español | 8   | 4  | 4  | 0  | 0  | 15 | 3  | +12 |
| Valencia FC | 2   | 4  | 1  | 0  | 3  | 12 | 9  | +3  |
| Iberia SC   | 2   | 4  | 1  | 0  | 3  | 5  | 20 | -15 |

| Fecha         | Lugar    | Local       | Resultado | Visitante   |
| ------------- | -------- | ----------- | --------- | ----------- |
| 28 de febrero | Mestalla | Valencia FC | 1:4       | RCD Español |
| 7 de marzo    | Torrero  | Iberia SC   | 3:1       | Valencia FC |
| 14 de marzo   | Sarriá   | RCD Español | 6:1       | Iberia SC   |
| 21 de marzo   | Sarriá   | RCD Español | 2:0       | Valencia FC |
| 28 de marzo   | Mestalla | Valencia FC | 10:0      | Iberia SC   |
| 4 de abril    | Torrero  | Iberia SC   | 1:3       | RCD Español |

### Grupo II
Grupo formado por equipos de Cataluña, Valencia y Aragón.
| Equipo           | Pts | PJ | PG | PE | PP | GF | GC | Dif |
| ---------------- | --- | -- | -- | -- | -- | -- | -- | --- |
| FC Barcelona     | 8   | 4  | 4  | 0  | 0  | 19 | 1  | +18 |
| Real Zaragoza CD | 3   | 4  | 1  | 1  | 2  | 7  | 13 | -6  |
| FC Levante       | 1   | 4  | 0  | 1  | 3  | 4  | 16 | -12 |

| Fecha         | Lugar          | Local            | Resultado | Visitante        |
| ------------- | -------------- | ---------------- | --------- | ---------------- |
| 28 de febrero | Les Corts      | FC Barcelona     | 5:0       | FC Levante       |
| 7 de marzo    | Hondo del Grao | FC Levante       | 2:2       | Real Zaragoza CD |
| 14 de marzo   | Torrero        | Real Zaragoza CD | 0:7       | FC Barcelona     |
| 21 de marzo   | Hondo del Grao | FC Levante       | 1:4       | FC Barcelona     |
| 28 de marzo   | Torrero        | Real Zaragoza CD | 5:1       | FC Levante       |
| 4 de abril    | Les Corts      | FC Barcelona     | 3:0       | Real Zaragoza CD |

### Grupo III
Grupo formado por equipos de Madrid, Andalucía y Murcia.
| Equipo         | Pts | PJ | PG | PE | PP | GF | GC | Dif |
| -------------- | --- | -- | -- | -- | -- | -- | -- | --- |
| Real Madrid FC | 6   | 4  | 3  | 0  | 1  | 11 | 6  | +5  |
| Sevilla FC     | 5   | 4  | 2  | 1  | 1  | 8  | 5  | +3  |
| Real Murcia FC | 1   | 4  | 0  | 1  | 3  | 5  | 13 | -8  |

| Fecha         | Lugar          | Local          | Resultado | Visitante      |
| ------------- | -------------- | -------------- | --------- | -------------- |
| 28 de febrero | La Condomina   | Real Murcia FC | 2:2       | Sevilla FC     |
| 7 de marzo    | Chamartín      | Real Madrid FC | 6:2       | Real Murcia FC |
| 14 de marzo   | Reina Victoria | Sevilla FC     | 0:1       | Real Madrid FC |
| 21 de marzo   | Reina Victoria | Sevilla FC     | 3:0       | Real Murcia FC |
| 28 de marzo   | La Condomina   | Real Murcia FC | 1:2       | Real Madrid FC |
| 4 de abril    | Chamartín      | Real Madrid FC | 2:3       | Sevilla FC     |

### Grupo IV
Grupo formado por equipos de Madrid, Andalucía y Murcia.
| Equipo                  | Pts | PJ | PG | PE | PP | GF | GC | Dif |
| ----------------------- | --- | -- | -- | -- | -- | -- | -- | --- |
| Athletic Club de Madrid | 6   | 4  | 3  | 0  | 1  | 11 | 6  | +5  |
| Real Betis Balompié     | 6   | 4  | 3  | 0  | 1  | 10 | 5  | +5  |
| Cartagena FC            | 0   | 4  | 0  | 0  | 4  | 2  | 12 | -10 |

| Fecha         | Lugar            | Local               | Resultado | Visitante           |
| ------------- | ---------------- | ------------------- | --------- | ------------------- |
| 28 de febrero | Patronato Obrero | Real Betis Balompié | 3:0       | Cartagena FC        |
| 7 de marzo    | El Almarjal      | Cartagena FC        | 1:2       | Athletic de Madrid  |
| 14 de marzo   | Metropolitano    | Athletic de Madrid  | 3:1       | Real Betis Balompié |
| 21 de marzo   | El Almarjal      | Cartagena FC        | 0:3       | Real Betis Balompié |
| 28 de marzo   | Metropolitano    | Athletic de Madrid  | 4:1       | Cartagena FC        |
| 4 de abril    | Patronato Obrero | Real Betis Balompié | 3:2       | Athletic de Madrid  |
| 15 de abril   | Sin datos        | Athletic de Madrid  | 4:2       | Real Betis Balompié |

### Grupo V
Grupo formado por equipos de Galicia, Asturias y Castilla y León.
| Equipo                       | Pts | PJ | PG | PE | PP | GF | GC | Dif |
| ---------------------------- | --- | -- | -- | -- | -- | -- | -- | --- |
| RC Celta de Vigo             | 6   | 4  | 3  | 0  | 1  | 19 | 7  | +12 |
| Real Sporting de Gijón       | 6   | 4  | 3  | 0  | 1  | 16 | 7  | +9  |
| Cultural y Deportiva Leonesa | 0   | 4  | 0  | 0  | 4  | 3  | 24 | -21 |

| Fecha         | Lugar      | Local             | Resultado | Visitante         |
| ------------- | ---------- | ----------------- | --------- | ----------------- |
| 28 de febrero | Coia       | Celta de Vigo     | 3:0       | Cultural Leonesa  |
| 7 de marzo    | El Molinón | Sporting de Gijón | 3:1       | Celta de Vigo     |
| 14 de marzo   | Guzmán     | Cultural Leonesa  | 2:6       | Sporting de Gijón |
| 21 de marzo   | Guzmán     | Cultural Leonesa  | 1:5       | Celta de Vigo     |
| 28 de marzo   | Coia       | Celta de Vigo     | 4:3       | Sporting de Gijón |
| 4 de abril    | El Molinón | Sporting de Gijón | 4:0       | Cultural Leonesa  |
| 10 de abril   | Sin datos  | Celta de Vigo     | 5:0       | Sporting de Gijón |

### Grupo VI
Grupo formado por equipos de Galicia, Asturias y Castilla y León.
| Equipo                    | Pts | PJ | PG | PE | PP | GF | GC | Dif |
| ------------------------- | --- | -- | -- | -- | -- | -- | -- | --- |
| RC Deportivo de La Coruña | 6   | 4  | 3  | 0  | 1  | 19 | 7  | +12 |
| Real Unión Deportiva      | 3   | 4  | 1  | 1  | 2  | 7  | 11 | -4  |
| Club Fortuna              | 3   | 4  | 1  | 1  | 2  | 4  | 12 | -8  |

| Fecha         | Lugar            | Local                  | Resultado | Visitante              |
| ------------- | ---------------- | ---------------------- | --------- | ---------------------- |
| 28 de febrero | Sociedad Taurina | Real Unión Deportiva   | 4:2       | Deportivo de La Coruña |
| 7 de marzo    | Riazor           | Deportivo de La Coruña | 9:0       | Club Fortuna           |
| 14 de marzo   | Sin datos        | Club Fortuna           | 2:0       | Real Unión Deportiva   |
| 21 de marzo   | Riazor           | Deportivo de La Coruña | 6:2       | Real Unión Deportiva   |
| 28 de marzo   | Sin datos        | Club Fortuna           | 1:2       | Deportivo de La Coruña |
| 4 de abril    | Sociedad Taurina | Real Unión Deportiva   | 1:1       | Club Fortuna           |

### Grupo VII
Grupo formado por equipos de Guipúzcoa, Vizcaya y Cantabria.
| Equipo                        | Pts | PJ | PG | PE | PP | GF | GC | Dif |
| ----------------------------- | --- | -- | -- | -- | -- | -- | -- | --- |
| Real Unión Club               | 6   | 4  | 3  | 0  | 1  | 12 | 8  | +4  |
| Athletic Club                 | 3   | 4  | 1  | 1  | 2  | 8  | 9  | -1  |
| Real Racing Club de Santander | 3   | 4  | 1  | 1  | 2  | 7  | 10 | -3  |

| Fecha         | Lugar        | Local               | Resultado | Visitante           |
| ------------- | ------------ | ------------------- | --------- | ------------------- |
| 28 de febrero | Stadium Gal  | Real Unión Club     | 2:1       | Racing de Santander |
| 7 de marzo    | San Mamés    | Athletic Club       | 1:3       | Real Unión Club     |
| 14 de marzo   | El Sardinero | Racing de Santander | 1:1       | Athletic Club       |
| 21 de marzo   | El Sardinero | Racing de Santander | 4:3       | Real Unión Club     |
| 28 de marzo   | Stadium Gal  | Real Unión Club     | 4:2       | Athletic Club       |
| 4 de abril    | San Mamés    | Athletic Club       | 4:1       | Racing de Santander |

### Grupo VIII
Grupo formado por equipos de Guipúzcoa, Vizcaya y Cantabria.
| Equipo                       | Pts | PJ | PG | PE | PP | GF | GC | Dif |
| ---------------------------- | --- | -- | -- | -- | -- | -- | -- | --- |
| Real Sociedad de Fútbol      | 8   | 4  | 4  | 0  | 0  | 18 | 5  | +13 |
| Arenas Club de Guecho        | 4   | 4  | 2  | 0  | 2  | 11 | 11 | 0   |
| RS Gimnástica de Torrelavega | 0   | 4  | 0  | 0  | 4  | 3  | 16 | -13 |

| Fecha         | Lugar      | Local                | Resultado | Visitante            |
| ------------- | ---------- | -------------------- | --------- | -------------------- |
| 28 de febrero | El Malecón | Gimn. de Torrelavega | 0:5       | Real Sociedad        |
| 7 de marzo    | Atocha     | Real Sociedad        | 5:3       | Arenas de Guecho     |
| 14 de marzo   | Josaleta   | Arenas de Guecho     | 4:1       | Gimn. de Torrelavega |
| 21 de marzo   | Atocha     | Real Sociedad        | 4:1       | Gimn. de Torrelavega |
| 28 de marzo   | Josaleta   | Arenas de Guecho     | 1:4       | Real Sociedad        |
| 4 de abril    | El Malecón | Gimn. de Torrelavega | 1:3       | Arenas de Guecho     |

## Fase final
Consistió en una única ronda a doble partido con los enfrentamientos prefijados en el cuadro según el grupo. En caso de quedar empatados a victorias, se jugaba un partido de desempate en campo neutral. Los ganadores de esta eliminatoria de cuartos se enfrentaron en semifinales y final a partido único en campo neutral. 
|  | Cuartos de final        | Cuartos de final | Cuartos de final |   |                         | Semifinales | Semifinales |  |  | Final                          | Final                          |
|  | 18 y 25 de abril        | 18 y 25 de abril | 18 y 25 de abril |   |                         | 9 de mayo   | 9 de mayo   |  |  | 16 de mayo, Mestalla, Valencia | 16 de mayo, Mestalla, Valencia |
|  |                         |                  |                  |   |                         |             |             |  |  |                                |                                |
|  | Español de Barcelona    | 6                | 0                |   |                         |             |             |  |  |                                |                                |
|  | Athletic Club de Madrid | 1                | 2                |   |                         |             |             |  |  |                                |                                |
|  | Athletic Club de Madrid | 1                | 2                |   | Athletic Club de Madrid | 3           |             |  |  |                                |                                |
|  |                         |                  |                  |   | Athletic Club de Madrid | 3           |             |  |  |                                |                                |
|  |                         | Celta de Vigo    | 2                |   |                         |             |             |  |  |                                |                                |
|  | Celta de Vigo           | Celta de Vigo    | 2                | 2 | 2                       |             |             |  |  |                                |                                |
|  | Celta de Vigo           |                  |                  | 2 | 2                       |             |             |  |  |                                |                                |
|  | Real Sociedad           | 1                | 2                |   |                         |             |             |  |  |                                |                                |
|  |                         |                  |                  |   |                         |             |             |  |  | Athletic Club de Madrid        | 2                              |
|  |                         |                  | FC Barcelona     | 3 |                         |             |             |  |  |                                |                                |
|  | Real Madrid FC          | 1                | 0                |   |                         |             |             |  |  |                                |                                |
|  | FC Barcelona            | 5                | 3                |   |                         |             |             |  |  |                                |                                |
|  | FC Barcelona            | 5                | 3                |   | FC Barcelona            | 2           |             |  |  |                                |                                |
|  |                         |                  |                  |   | FC Barcelona            | 2           |             |  |  |                                |                                |
|  |                         | Real Unión Club  | 1                |   |                         |             |             |  |  |                                |                                |
|  | Real Unión Club         | Real Unión Club  | 1                | 3 | 4                       |             |             |  |  |                                |                                |
|  | Real Unión Club         |                  |                  | 3 | 4                       |             |             |  |  |                                |                                |
|  | Deportivo de La Coruña  | 0                | 3                |   |                         |             |             |  |  |                                |                                |

### Cuartos de final
Disputaron la tercera ronda del torneo los ocho campeones de grupo enfrentádose en cuatro eliminatorias a doble partido, el 18 de abril la ida y el 25 de abril la vuelta. Fue necesario un partido de desempate entre el Español de Barcelona y el Athletic de Madrid, que se disputó el 2 de mayo en Zaragoza.
| Equipo local ida     | Equipo visitante ida    | Ida   | Vuelta | Desempate |
| -------------------- | ----------------------- | ----- | ------ | --------- |
| Español de Barcelona | Athletic Club de Madrid | 6 - 1 | 0 - 2  | 2 - 3     |
| Celta de Vigo        | Real Sociedad           | 2 - 1 | 2 - 2  |           |
| Real Madrid FC       | FC Barcelona            | 1 - 5 | 0 - 3  |           |
| Real Unión Club      | Deportivo de La Coruña  | 3 - 0 | 4 - 3  |           |

### Semifinales
Disputaron la cuarta ronda los cuatro ganadores de la ronda anterior, que se enfrentaron en dos eliminatorias a partido único en terreno neutral. Los partidos se jugaron el 9 de mayo en Bilbao y en Zaragoza respectivamente.
| Equipo local ida        | Equipo visitante ida | Resultado | Desempate |
| ----------------------- | -------------------- | --------- | --------- |
| Athletic Club de Madrid | Celta de Vigo        | 3 - 2     |           |
| FC Barcelona            | Real Unión Club      | 2 - 1     |           |

### Final
Disputaron la final del torneo el FC Barcelona y el Athletic Club de Madrid a partido único en el Estadio de Mestalla de Valencia el día 16 de mayo de 1926. El partido acabó 2 a 2 al final del tiempo reglamentario, pero después de 30 minutos de prórroga el resultado acabó dándole su séptimo título, y segundo consecutivo, al equipo culé.
| 1  | PO | Franz Platko      |  |
| 2  | DF | Planas            |  |
| 3  | DF | Emilio Walter     |  |
| 4  | MC | Ramón Torralba    |  |
| 5  | MC | Agustín Sancho    |  |
| 6  | MC | Domingo Carulla   |  |
| 7  | DE | Just              |  |
| 8  | DE | Vicenç Piera      |  |
| 9  | DE | José Samitier     |  |
| 10 | DE | Paulino Alcántara |  |
| 11 | DE | Emilio Sagi Barba |  |
| DT | DT | Richard Dombi     |  |

| 1  | PO | Javier Barroso          |  |  |
| 2  | DF | Miguel Durán «Pololo»   |  |  |
| 3  | DF | Alfonso Olaso           |  |  |
| 4  | MC | Francisco «Quico» Marín |  |  |
| 5  | MC | Andrés Tuduri           |  |  |
| 6  | MC | Domingo Burdiel         |  |  |
| 7  | DE | Antonio de Miguel       |  |  |
| 8  | DE | Ramón «Monchín» Triana  |  |  |
| 9  | DE | Vicente Palacios        |  |  |
| 10 | DE | Cosme Vázquez           |  |  |
| 11 | DE | Luis Olaso              |  |  |
| DT | DT | Fred Pentland           |  |  |

|  | 62'  | J. Samitier  | 1-2 |
|  | 63'  | Just         | 2-2 |
|  | 112' | P. Alcántara | 3-2 |

|       | 16' | V. Palacios | 0-1 |
| Penal | 58' | C. Vázquez  | 0-2 |

| Árbitro:        | Pablo Saracho |
| Jueces de línea | Piquer        |
| Jueces de línea | Vidal Royo    |
| Jueces de goal  | Leonarte      |
| Jueces de goal  | Calvo Basset  |
| Reporte         |               |

| 1  | PO | Franz Platko      |  |
| 2  | DF | Planas            |  |
| 3  | DF | Emilio Walter     |  |
| 4  | MC | Ramón Torralba    |  |
| 5  | MC | Agustín Sancho    |  |
| 6  | MC | Domingo Carulla   |  |
| 7  | DE | Just              |  |
| 8  | DE | Vicenç Piera      |  |
| 9  | DE | José Samitier     |  |
| 10 | DE | Paulino Alcántara |  |
| 11 | DE | Emilio Sagi Barba |  |
| DT | DT | Richard Dombi     |  |

| 1  | PO | Javier Barroso          |  |  |
| 2  | DF | Miguel Durán «Pololo»   |  |  |
| 3  | DF | Alfonso Olaso           |  |  |
| 4  | MC | Francisco «Quico» Marín |  |  |
| 5  | MC | Andrés Tuduri           |  |  |
| 6  | MC | Domingo Burdiel         |  |  |
| 7  | DE | Antonio de Miguel       |  |  |
| 8  | DE | Ramón «Monchín» Triana  |  |  |
| 9  | DE | Vicente Palacios        |  |  |
| 10 | DE | Cosme Vázquez           |  |  |
| 11 | DE | Luis Olaso              |  |  |
| DT | DT | Fred Pentland           |  |  |

|  | 62'  | J. Samitier  | 1-2 |
|  | 63'  | Just         | 2-2 |
|  | 112' | P. Alcántara | 3-2 |

|       | 16' | V. Palacios | 0-1 |
| Penal | 58' | C. Vázquez  | 0-2 |

| Árbitro:        | Pablo Saracho |
| Jueces de línea | Piquer        |
| Jueces de línea | Vidal Royo    |
| Jueces de goal  | Leonarte      |
| Jueces de goal  | Calvo Basset  |
| Reporte         |               |

|                      |
| Campeón FC BARCELONA |
| Séptimo título       |